# Rede Amazônica Macapá
Rede Amazônica Macapá é uma emissora de televisão brasileira sediada em Macapá, capital do estado do Amapá. Opera no canal 6 (28 UHF digital) e é afiliada da TV Globo. A emissora faz parte do Grupo Rede Amazônica, um complexo de emissoras de rádio e televisão espalhadas pelo norte brasileiro (exceto nos estados do Pará e Tocantins), fundado pelo empresário Phelippe Daou.

## História
Em 1974, a TV Amapá foi criada e entrou no ar no canal 6 pelo Governo do Território Federal do Amapá com objetivo de exibir todos os jogos da Copa do Mundo de 1974, prevista para junho do mesmo ano, embalada pela conquista histórica e o auge da Seleção Brasileira da conquista da copa anterior. A emissora funcionava em uma das salas da Rádio Difusora de Macapá.
Com a então impossibilidade de exibir jogos ao vivo com satélite da EMBRATEL (o motivo era um "buraco" de cobertura dos satélites, porque o sistema em uso na Embratel-Macapá não se adequava a esse tipo de operação), a única opção da transmissão dos jogos em gravação em VT (vídeo tape). Para isso, o Canal 6 fez parceria com a TV Guajará de Belém.
A Guajará exibiu as partidas da copa e quando terminavam, aviões do Governo de Amapá pousavam imediatamente em Belém para receber o VT local, para ser enviado para Macapá para ser exibido pela TV Amapá poucas horas depois. Nos dias em que a Seleção Brasileira jogava, o avião do governo se deslocava até Belém e ali aguardava o final dos jogos para trazer a fita de VT que, imediatamente ao chegar, era levada ao ar pela TV Amapá. O mais curioso é que as imagens do Canal 6 alternavam em colorido e preto-e-branco,o que deixava os telespectadores confusos.
Após término da Copa 74, a emissora entrou em acordo com a Rede de Emissoras Independentes (lideradas pela TV Record) de São Paulo e exibe a programação da nova rede até sair do ar em outubro.
Entre os pioneiros da TV Amapá, mantidos após 1974, destacam-se Corrêa Neto, Hélio Pennafort (responsável pela produção dos primeiros documentários da emissora), Damião Jucá (cinegrafista, operador, motorista, iluminador e técnico), Sebastião Oliveira e Humberto Moreira.
A emissora do governo foi adquirida pelo jornalista Phelippe Daou, proprietário da Rede Amazônia de Rádio e Televisão, com sede em Manaus. A antiga sede da emissora (que funcionava em uma das salas da Rádio Difusora de Macapá) é transferida em nova sede com espaço pouco maior da antiga (na Avenida Ataíde Teive, 1282, no bairro Central), onde ocorre a construção da sede da emissora.
Voltou ao ar em 22 de dezembro em caráter experimental e é reinaugurada em 25 de janeiro de 1975, pelo jornalista Phelippe Daou e autoridades locais e nacionais. Era a quinta emissora da Rede Amazônia de Rádio e Televisão. A emissora manteve programação da TV Record até metade do mesmo ano, quando deixa a Record e passa exibir de forma independente as programações das TVs Bandeirantes e a Globo, que posteriormente anos mais tarde se transformam em rede.
Em 13 de setembro de 1978, foram inauguradas no mesmo dia, as TVs TV Oiapoque (Oiapoque) e TV Cabralzinho (Amapá), primeiras emissoras no interior do Território.
Em 1981, muda novamente de endereço: a antiga sede da emissora (na Avenida Ataíde Teive, 1282, no bairro do Trem) é transferida com espaço maior do que a antiga (Avenida Diógenes Silva, 2221, bairro do Buritizal, após a construção da nova sede da emissora, onde está até hoje.
Em 1982, foi a primeira da Rede Amazônica a deixar a Rede Bandeirantes e passa a exibir totalmente a programação da Rede Globo, mantendo-se afiliada até hoje.
Em 2010, houve a estadualização dos sinais das emissoras da Rede Amazônica em seus respectivos estados, o que significa que cada emissora em seu estado de origem envia a programação local para seus próprios municípios (antes as emissoras do interior dos estados cobertos pela Rede Amazônica recebiam a programação originada pela TV Amazonas, de Manaus). Com isso, a TV Amapá atualmente dispõe de um sinal no satélite Intelsat 14 na Frequência 3806 @ 3333 ksps Vertical com transmissão HDTV (Codificado) para essa finalidade, assim levando sua programação para os municípios do interior do estado.
Em 3 de janeiro de 2015, a TV Amapá e todas as emissoras da Rede Amazônica deixam de utilizar o nome de suas filiais, passando a utilizar apenas a nomenclatura da rede. O objetivo disto é integrar todas as emissoras, de forma a fortalecer a marca e padronizar a qualidade da programação. Com a unificação da marca, as emissoras da Rede Amazônica deixam de utilizar seu nomes próprios nas vinhetas e na divulgação dos seus programas, sem no entanto mudar de nome.
Em 2 de outubro de 2017, o telejornal Amapá TV das 12 hrs passou a ser chamado de Jornal do Amapá 1ª Edição e consequentemente o telejornal noturno passou a ser Jornal do Amapá 2ª Edição.
Em 1 de setembro de 2018, estreou novos pacotes sonoros, gráficos e uma nova identidade visual nas duas edições do Jornal do Amapá que passaram a atender as nomenclaturas de JAP1 e JAP2
Em Outubro de 2019 seu sinal passou a ser disponibilizado na operadora SKY.

## Sinal digital
| Canal virtual | Canal digital | Resolução de tela | Programação                                            |
| ------------- | ------------- | ----------------- | ------------------------------------------------------ |
| 6.1           | 28 UHF        | 1080i             | Programação principal da Rede Amazônica Macapá / Globo |

Em 2011, a sede da emissora passa por reformas para receber sinal digital e modernizar os estúdios. Já sobre sinal digital, a emissora prevê que o sinal pode alcançar três municípios: Macapá, Santana e Mazagão. Em 2 de agosto, foi iniciada os primeiros testes para a implementação do sinal digital da emissora. De acordo com o técnico eletrônico da Rede Amazônica, Eduardo Sousa, as equipes trabalham na segunda parte da instalação e ativação do sinal digital, que segundo ele, o cabeamento necessário para a instalação já foi feito. “Nesta segunda parte viemos ativar em definitivo a TV digital, mas sem data de lançamento ainda”, afirmou Eduardo.
Em 1º de junho de 2012, aconteceu dois eventos pela inauguração do sinal digital através do Canal 28 UHF na manhã: primeiro a inauguração da nova estrutura, onde o governador do Estado, Camilo Capiberibe, o ministro Paulo Bernardo e presidente da Rede Amazônica, Phelipp Daou, descerraram a faixa, oficializando assim a nova estrutura do prédio e em seguida, eles conheceram de perto novas as redações, estúdios e as operações; segundo foi cerimonial de inauguração da TV Amapá Digital, com discurso de Daou: “Gostamos de repetir que a Amazônia é desafio que unidos sempre venceremos. Contamos todos esses anos com o apoio da coletividade e das autoridades amapaenses, de onde vem o sucesso de nossas realizações.”, discursou. A emissora é umas das primeiras emissoras brasileiras a operar em Full HD (a resolução máxima da TV digital).
Transição para o sinal digital
Com base no decreto federal de transição das emissoras de TV brasileiras do sinal analógico para o digital, a Rede Amazônica Macapá, bem como as outras emissoras de Macapá, cessou suas transmissões pelo canal 6 VHF em 14 de agosto de 2018, seguindo o cronograma oficial da ANATEL.